# Montérégie
Montérégie (wym. [mɔ̃teʁeˈʒi]) – region administracyjny w Kanadzie w prowincji Quebec, położony na południowym brzegu Rzeki Świętego Wawrzyńca, od południa graniczy ze Stanami Zjednoczonymi. Przez region przebiega pasmo górskie Appalachów. Obszar składa się z 14 regionalnych magistratów i 176 hrabstw.
Gospodarka jest silnie uzależniona od rolnictwa, ważną jej gałęzią jest również turystyka. Montérégie podzielone jest na 14 regionalnych gmin hrabstwa oraz 176 gminy.
Montérégie ma 1 442 433 mieszkańców. Język francuski jest językiem ojczystym dla 84,9%, angielski dla 8,0%, hiszpański dla 1,4% mieszkańców (2011).
Regionalne gminy hrabstwa (MRC):
- Acton
- Beauharnois-Salaberry
- Brome-Missisquoi
- La Haute-Yamaska
- Marguerite-D’Youville
- La Vallée-du-Richelieu
- Le Haut-Richelieu
- Le Haut-Saint-Laurent
- Les Jardins-de-Napierville
- Les Maskoutains
- Pierre-De Saurel
- Roussillon
- Rouville
- Vaudreuil-Soulanges

Pięć gmin znajduje się poza MRC:
- miasto Longueuil
- miasto Brossard
- miasto Saint-Lambert
- miasto Boucherville
- miasto Saint-Bruno-de-Montarville

Dwie gminy autochtoniczne znajdują się poza MRC:
- rezerwat indiański Akwesasne
- rezerwat indiański Kahnawake